# Vicente Carducho

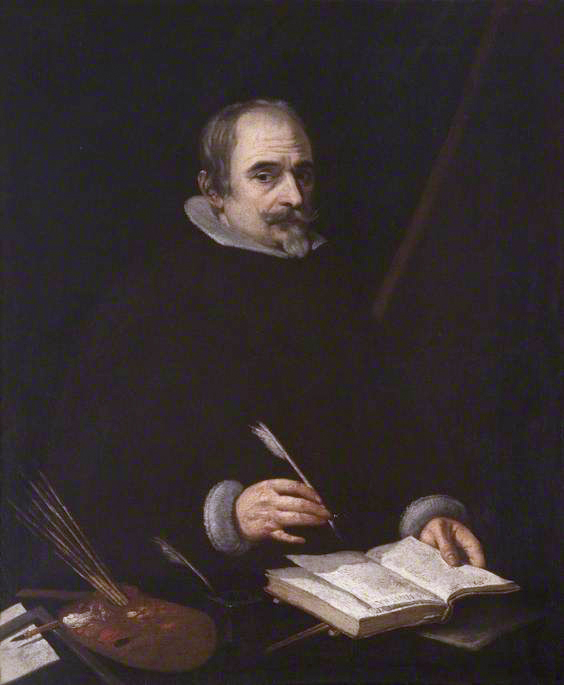
Selbstporträt von Vicente Carducho, um 1635, Öl auf Leinwand, 91,9 × 85,0 cm, Pollock House (bei Glasgow)

Vicente Carducho, eigentlich Vincenzo Carducci (auch: Vincencio Carducho; * 1576 oder 1578 in Florenz; † November 1638 in Madrid), war ein aus Italien stammender Maler und Kunsttheoretiker, der ausschließlich in Spanien wirkte und Hofmaler unter den Königen Philipp III. und Philipp IV. war.

## Leben und Werk
Sein genaues Geburtsdatum ist nicht bekannt, wird aber traditionell von einem Selbstporträt abgeleitet, das von Pedro Perret in Kupfer gestochen wurde, und laut dem Carducho im Jahr 1614 38 Jahre alt war – demnach müsste er also etwa 1576 geboren sein.
Er kam 1585, mit etwa neun Jahren, nach Spanien in Begleitung seines Bruders Bartolomé Carducho, der sein heimatliches Florenz verließ, um zusammen mit Federico Zuccari an Dekorationen im Escorial zu arbeiten. Während Zuccari bald nach Italien zurückkehrte, heiratete Bartolomé in Spanien, blieb dort und wurde 1598 durch Philipp II. zum königlichen Maler („pintor del Rey“) ernannt.

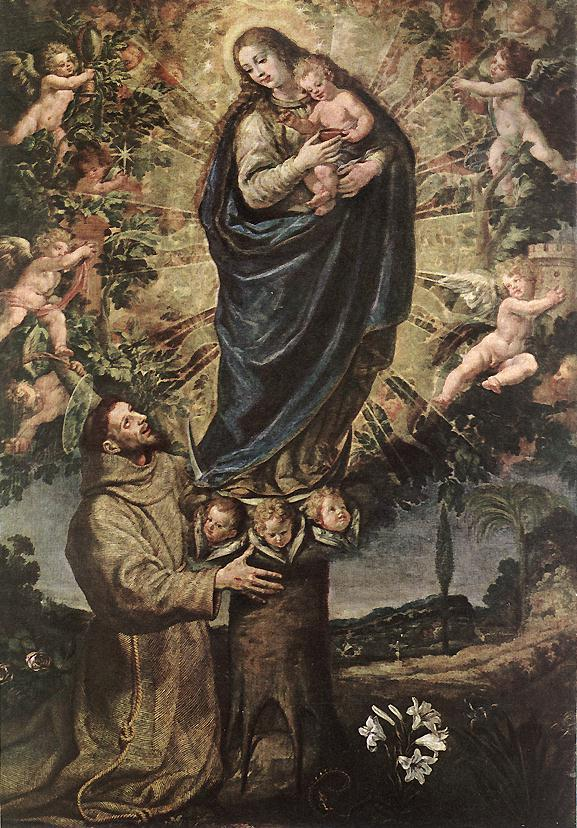
Die Vision des heiligen Franziskus, 1631, Öl auf Leinwand, 246 × 173 cm, Szépmüvészeti Múzeum, Budapest

Vicente erlernte sein Handwerk bei seinem Bruder, mit dem er oft zusammen arbeitete, beispielsweise 1599 an Festdekorationen zum Empfang der Königin Margarita in Madrid.
Als der königliche Hof von 1601 bis 1606 in Valladolid residierte, arbeitete Vicente Carducho zusammen mit seinem Bruder im dortigen Konvent San Pablo, an Dekorationen im Theater des königlichen Palastes sowie im Palacio de la Ribera, der Lieblingsresidenz des mächtigen Duque de Lerma. Seine ersten signierten Werke sind die beiden 1606 vollendeten Gemälde Verkündigung und die Stigmatisation des hl. Franziskus für das Konvent San Diego (heute im Museum von Valladolid).
Nach dem Tode seines Bruders 1608 wurde Vicente Carducho mithilfe der Fürsprache des Duque de Lerma das Amt des „pintor del Rey“ übertragen, mit einem Jahresgehalt von fünfzigtausend Maravedí; die Ernennung wurde am 28. Januar 1609 durch königlichen Erlass offiziell.
Bis 1611 arbeitete er gemeinsam mit Eugenio Cajés und Bernardino dell’Acqua an der von Bartolomé Carducho unvollendet hinterlassenen Dekoration der Hofkapelle und der sogenannten Mittagsgalerie (galería del mediodía) im El Pardo-Palast, die bedauerlicherweise nicht erhalten sind. Philipp III. war von dem Ergebnis so begeistert, dass er Carducho von da an sehr förderte und ihm zahlreiche Aufträge zukommen ließ, die der Künstler mithilfe seiner großen Werkstatt bewältigte.
1614 schuf Carducho Gemälde für Hochaltar und Seitenaltäre des Real Monasterio de la Encarnación in Madrid; für das dortige Refektorium malte er ein Letztes Abendmahl, das von dem Kunstsammler Cassiano del Pozzo sehr bewundert wurde. Hinzu kamen weitere Werke für Madrider Kirchen, darunter ein Bild für einen Seitenaltar der Descalzas Reales.

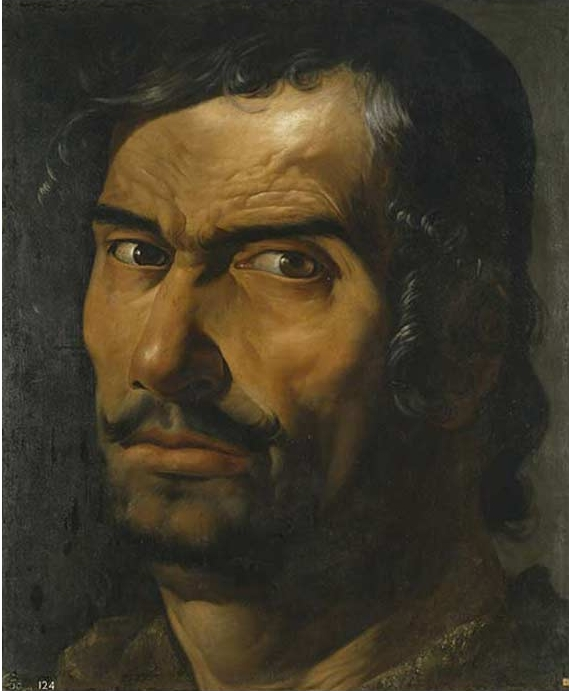
Kopf eines Giganten, Öl auf Leinwand, 246 × 205 cm, Prado, Madrid

Im Laufe seiner sehr erfolgreichen Karriere malte er außerdem zahlreiche Bilder für Kirchen und Klöster in anderen Regionen Spaniens, wie Salamanca, Valencia, Cordoba, Alcalá und Torrelaguna.
Eine besonders erfolgreiche Zusammenarbeit verband ihn mit dem bereits erwähnten Eugenio Cajés, der ebenfalls Hofmaler war und mit dem er unter anderem 1616 die malerische Dekoration der Capilla del Sagrario in der Kathedrale von Toledo schuf, 1618 den Hochaltar des Monasterio de Guadalupe, und 1619 den (nicht erhaltenen) Hochaltar der Kirche von Algete (Madrid).
Nach dem Tode Philipps III. gehörten Vicente Carducho und Eugenio Cajés zu einer Gruppe von vier Hofmalern, die Philipp IV. von seinem verstorbenen Vater übernahm; die anderen beiden waren Bartolomé González und Rodrigo de Villandrando, welch letzterer von dem jungen König bevorzugt und im Juli 1621 zum Kammerherrn ernannt wurde.
Durch die Ankunft des jungen Diego Velásquez am königlichen Hof im Jahr 1622, und dessen Bevorzugung (nach dem Tode Villandrandos) durch Philipp IV., wurde die bisherige privilegierte Stellung Carduchos etwas eingeschränkt, aber da Velásquez fast ausschließlich für die Porträts der königlichen Familie zuständig war, blieben für Carducho immer noch zahlreiche Aufträge für Dekorationen in Kirchen und in den königlichen Residenzen. Ein Spiegel dieser für die älteren Maler sicher nicht gerade angenehmen Konkurrenzsituation war ein auf Betreiben des Königs 1627 durchgeführter Wettstreit, bei dem die drei Hofmaler Velázquez, Cajés und Carducho, sowie Angelo Nardi, jeweils ein Gemälde über das Thema Philipp III. und die Vertreibung der Morisken von 1609 malen mussten. Die Jury bestand aus Juan Bautista Maíno und dem Architekten Giovanni Battista Crescenzi, die Velázquez zum Sieger erklärten, der danach vom König auch noch zum Kammerherrn erhoben wurde. Das einzige, was von diesem Wettbewerb heute noch erhalten ist, ist eine Vorzeichnung Carduchos zu seinem Gemälde.

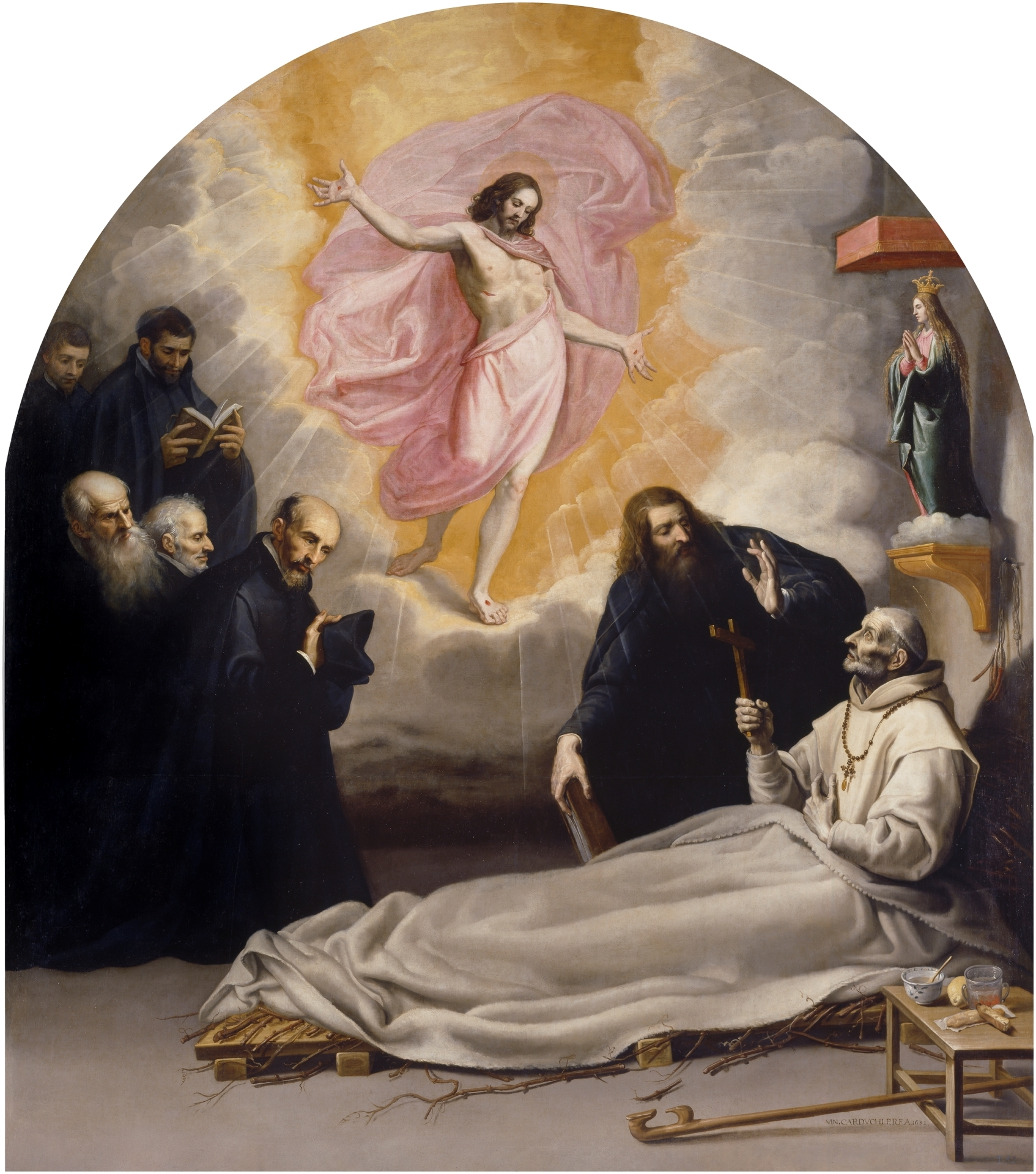
Tod des ehrwürdigen Odon von Novara, 1632, Öl auf Leinwand, 337 × 299 cm, Prado, Madrid. Dieses Bild gilt als eins der besten aus dem Kartäuserzyklus von El Paular und enthält einige Porträts: die drei links knienden Männern sind: Vicente Carducho selber (rechts), Lope de Vega (Mitte), und wahrscheinlich der Prior des Klosters Juan de Baeza (ganz links)

Als sein Hauptwerk gilt der zwischen 1626 und 1632 geschaffene große Kartäuserzyklus für das Konvent Santa María de El Paular, das von Juan de Baeza, dem Prior des Klosters, in Auftrag gegeben wurde, der auch für das geistige Programm und die Auswahl der oft wenig bekannten Szenen zuständig war. Der Zyklus besteht aus 54 großformatigen Ölgemälden, die dem Leben des heiligen Bruno, den Märtyrern und der Geschichte des Kartäuserordens gewidmet sind. Es handelt sich um den größten jemals gemalten Kartäuserzyklus, der nur unter Beteiligung der Werkstatt ausgeführt werden konnte. 52 dieser Gemälde, die nach der Auflösung des Klosters im Zuge der Desamortisation (1835) verstreut wurden und lange Zeit in Vergessenheit gerieten, wurden ab 1994 in einer jahrelangen Suchaktion von Werner Beutler wiederentdeckt, der auch die Restaurierung und die Rückführung ins Kloster im Jahr 2011 organisierte.
Eine andere Serie von elf Gemälden über die Heiligen Felix von Valois und Juan de Mata schuf Carducho (wahrscheinlich wiederum unter starker Beteiligung der Werkstatt) nach 1632 für die Unbeschuhten Trinitarier in Madrid; die meisten dieser Bilder gehören heute zu den Beständen des Prado.
Zu einem großen Zyklus von Schlachtengemälden im Salón de Reinos des Buen Retiro-Palastes steuerte Carducho 1634 drei Bilder bei, den „Sieg von Fleurus“, sowie Schlachten von Konstanz und Rheinfelden; auch diese Bilder befinden sich heute im Prado.

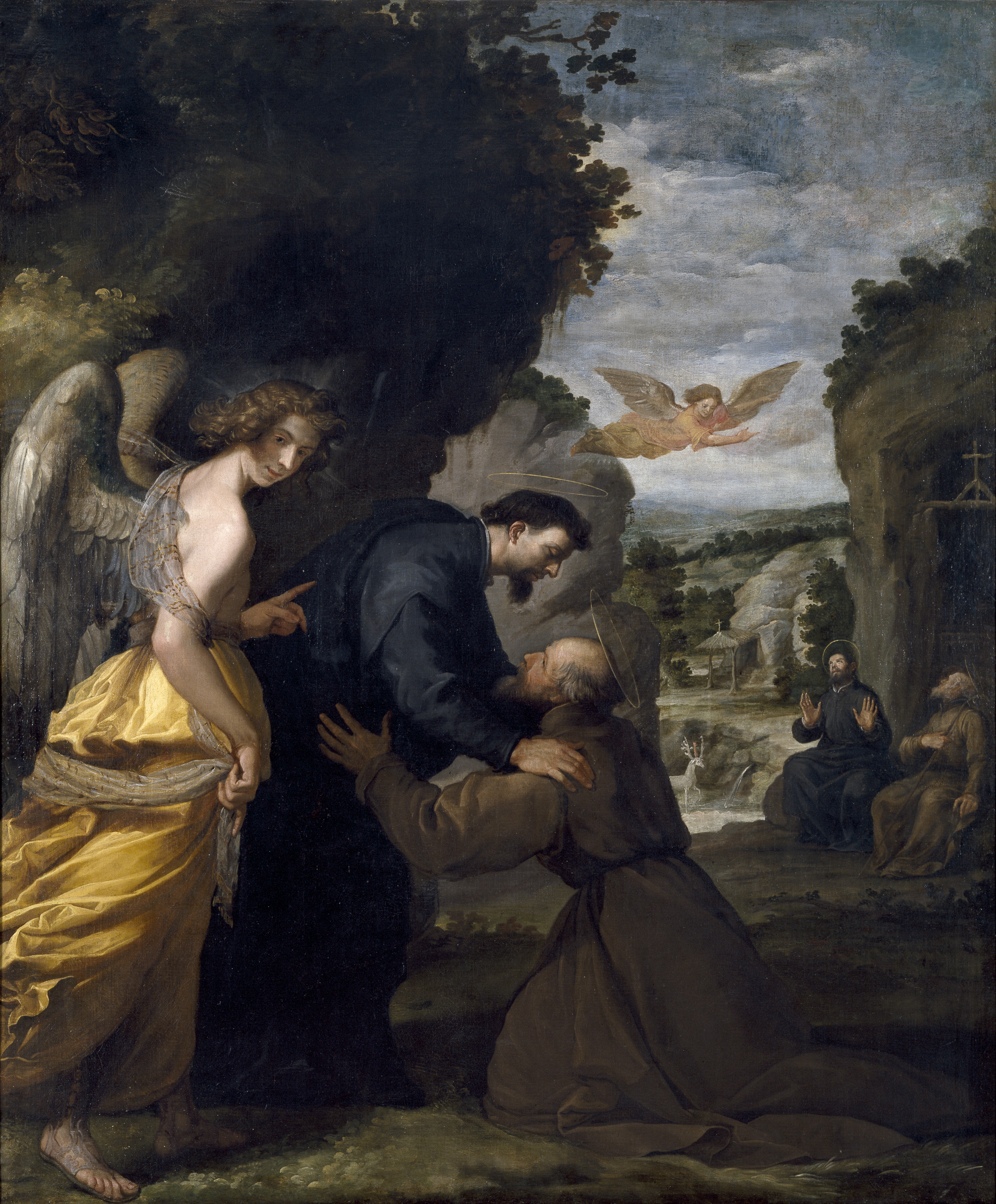
Begegnung der Hl. Juan de Mata und Félix de Valois (aus dem Trinitarier-Zyklus), nach 1632, Öl auf Leinwand, 238 × 199 cm, Prado, Madrid

Vicente Carducho trat ebenso wie Eugenio Cajés für die Rechte der Maler und eine Anerkennung der Malerei als eine der freien Künste ein; dazu gehörte unter anderem sein Einsatz für eine Befreiung der Maler von einer Besteuerung, wie sie in Spanien auf andere Waren üblich war. 1629 veröffentlichte er zu diesem Zweck ein Memorial informatorio por los pintores, mit sieben Abhandlungen von verschiedenen Autoren wie Lope de Vega. 1634 folgte die Publikation von Carduchos viel beachteten Diálogos de la pintura, einer Sammlung von acht Dialogen über kunsttheoretische Fragen, wo er unter anderem seiner Ablehnung Alles allzu „Gewöhnlichen“ in der Malerei Ausdruck gab, wie eines caravaggistischen Naturalismus oder der Mode der „bodegones“ und von Porträts ärmlicher Menschen. Carduchos Vorbilder dagegen waren Michelangelo für das Disegno, und besonders Tizian, den er als „Meister der Farben“ („dueño de los colores“) bezeichnete. Das Buch ist darüber hinaus eine wichtige Quelle über die Maler und bedeutende Kunstsammlungen der Epoche, und ein Hauptziel Carduchos war die Gründung einer Akademie der Malerei als Ausbildungsstätte für junge Künstler.
Vicente Carducho starb im November 1638 und hinterließ eine große Sammlung von Gemälden und Kupferstichen sowie eine Bibliothek mit kunsttheoretischen Schriften meist italienischer Provenienz.
In seiner Werkstatt bildete er zahlreiche Schüler aus, darunter Felíx Castello, Bartolomé Román, Francisco Fernández, Ximeno, Pedro de Obregón und Francisco Rizi.

## Bildergalerie

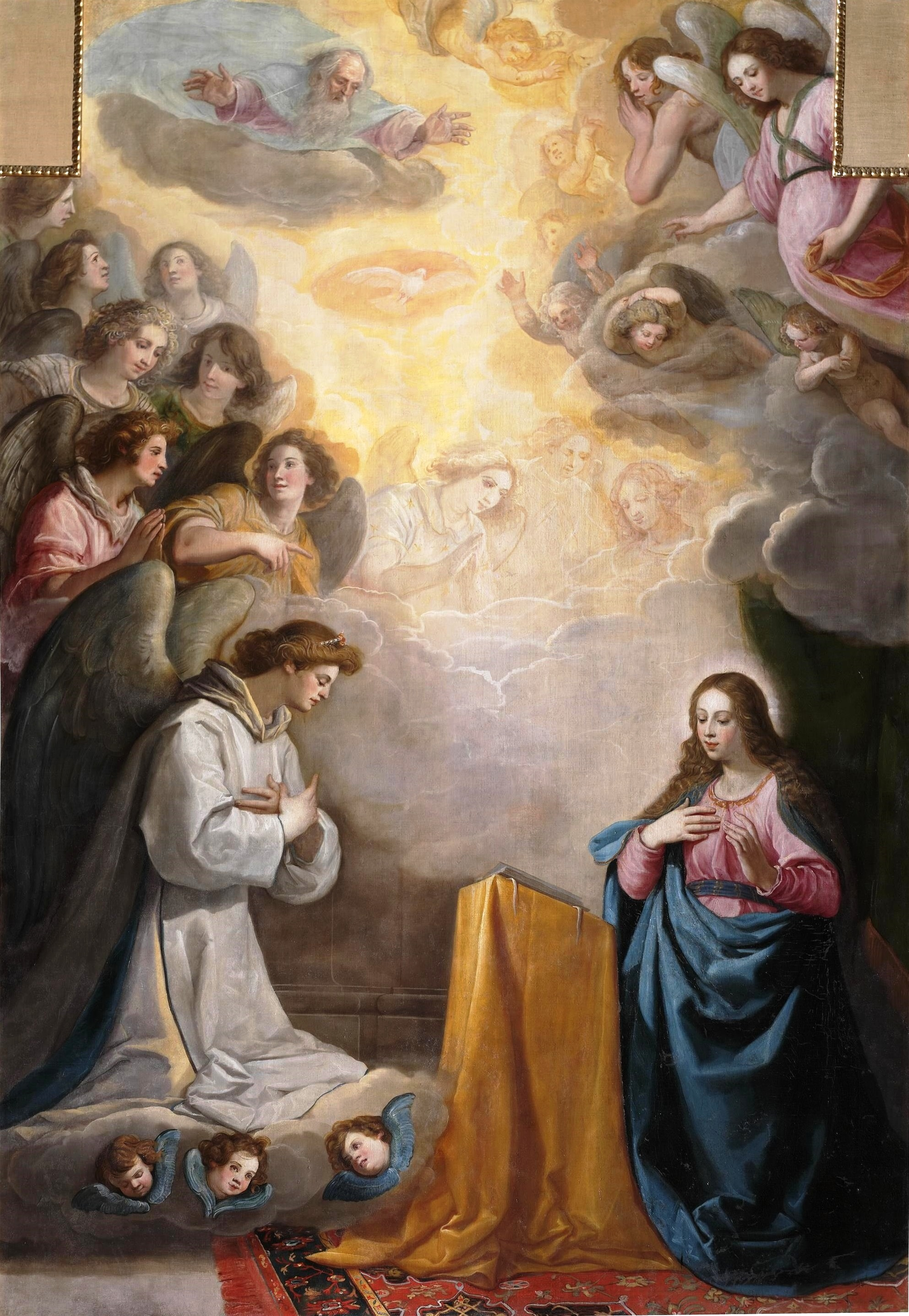
Verkündigung, Öl auf Leinwand, 311 × 220 cm, Prado, Madrid
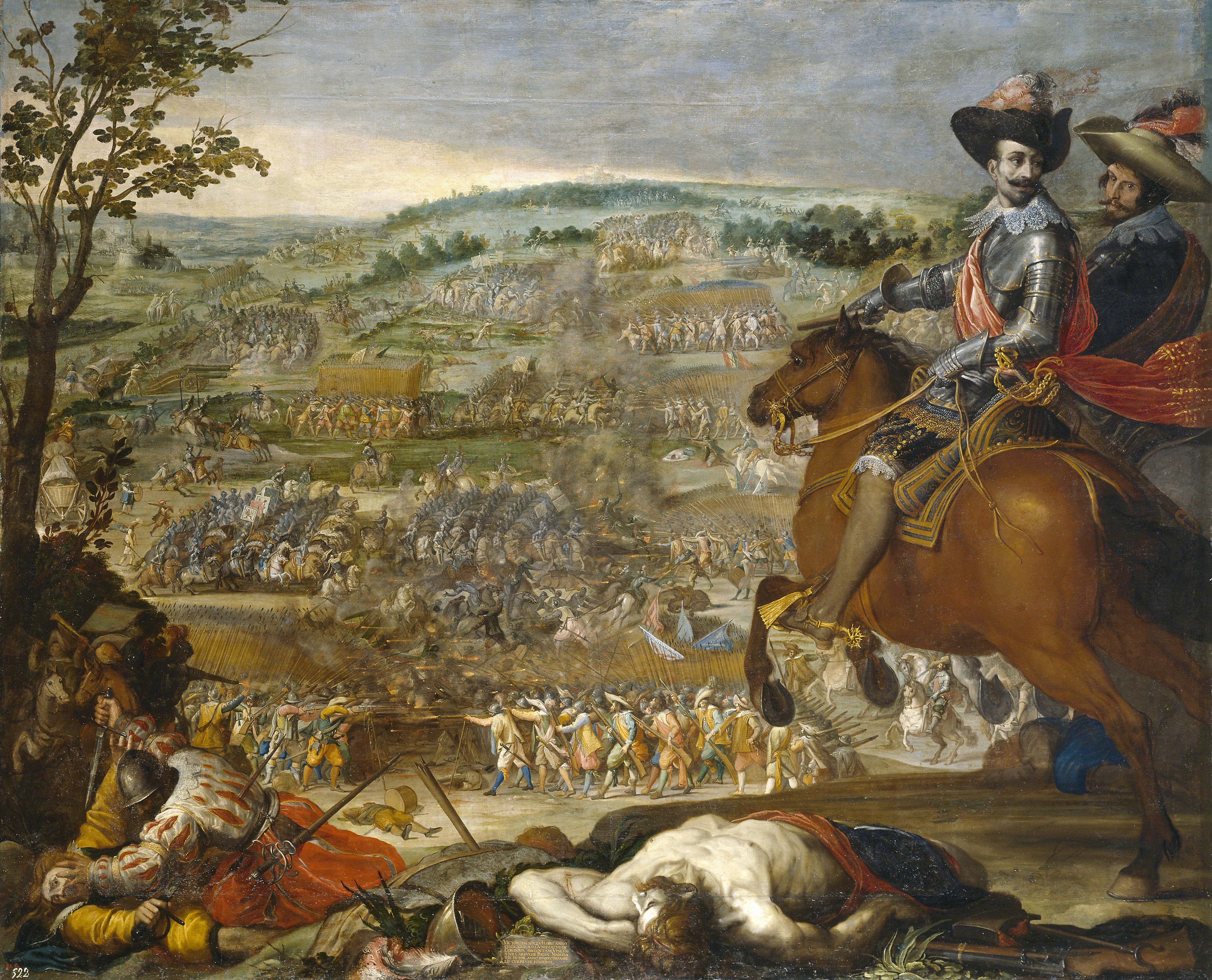
Der Sieg von Fleurus, 1634, Öl auf Leinwand, 297 × 365 cm, Prado, Madrid
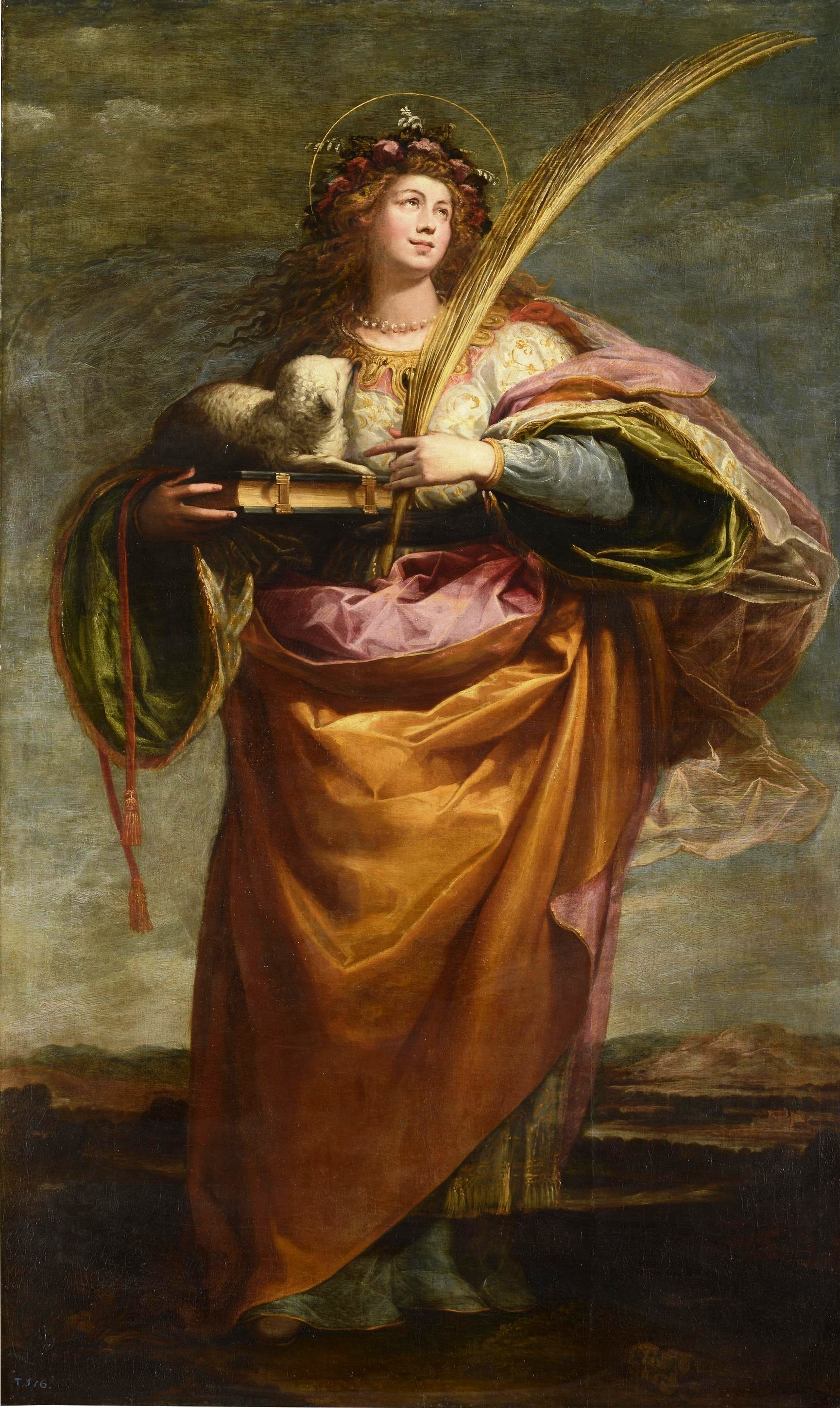
Santa Inés, 1637, Öl auf Leinwand, 212 × 125 cm, Prado, Madrid

Aus dem Kartäuserzyklus von El Paular, 1626-32
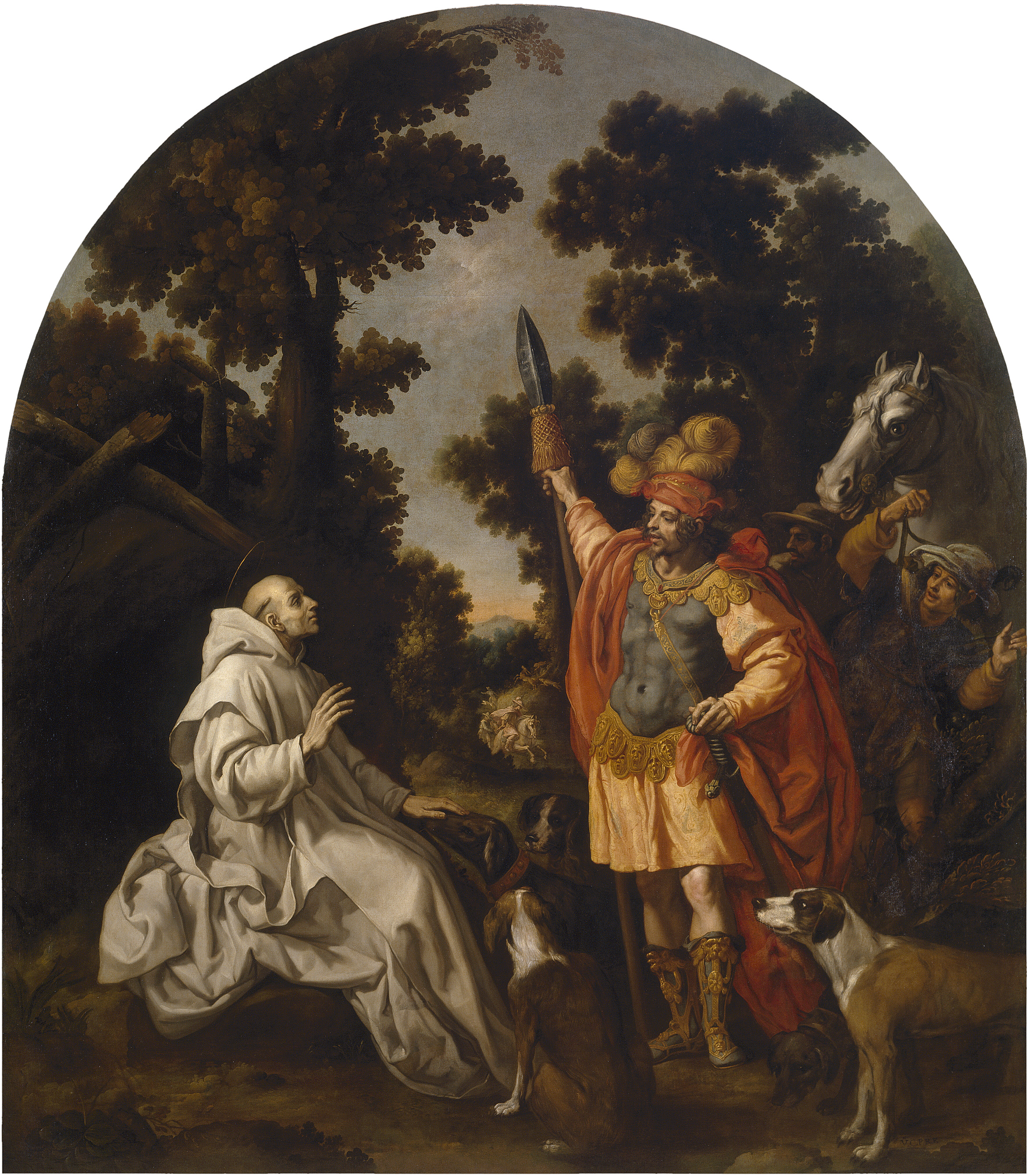
Begegnung des hl. Bruno mit Roger I von Sizilien, 1626-32, Öl auf Leinwand, 337 × 298 cm, Prado, Madrid
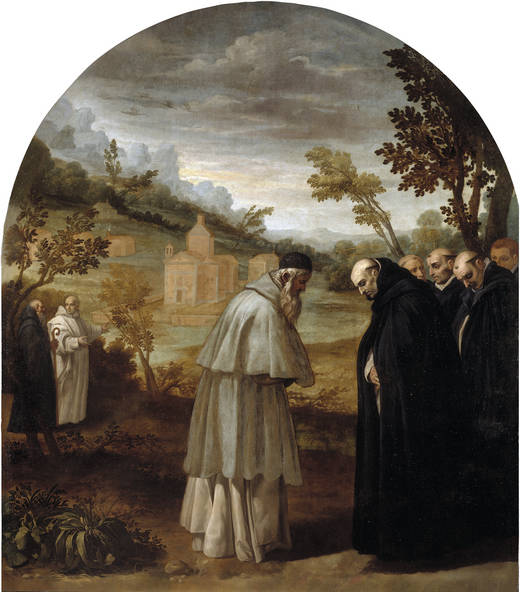
Der hl. Bruno verabschiedet sich vom hl. Hugo vor seiner Reise nach Rom, 1626-32, Öl auf Leinwand, 336,5 × 297 cm, Prado, Madrid
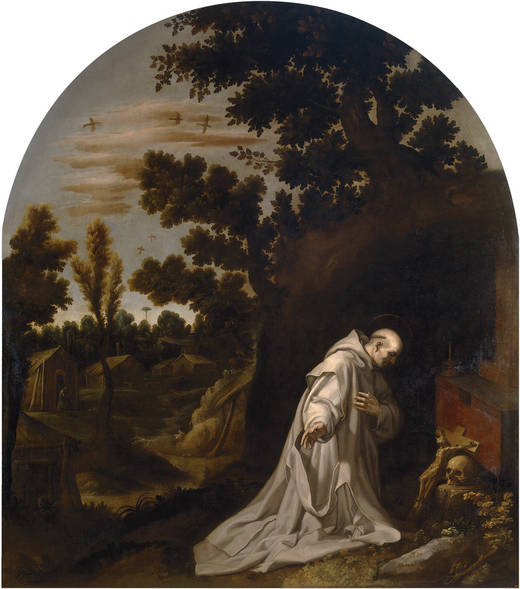
Der hl. Bruno betet in La Torre Calabria, 1626-32, Öl auf Leinwand, 337 × 297,5 cm, Prado, Madrid
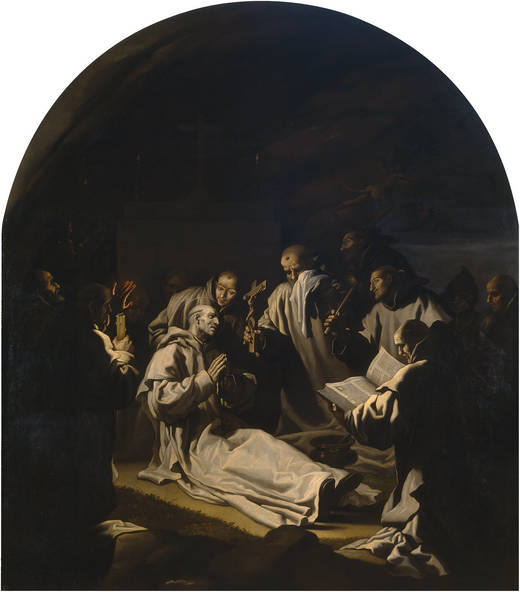
Tod des hl. Bruno, 1626-32, Öl auf Leinwand, 337 × 298 cm, Prado, Madrid
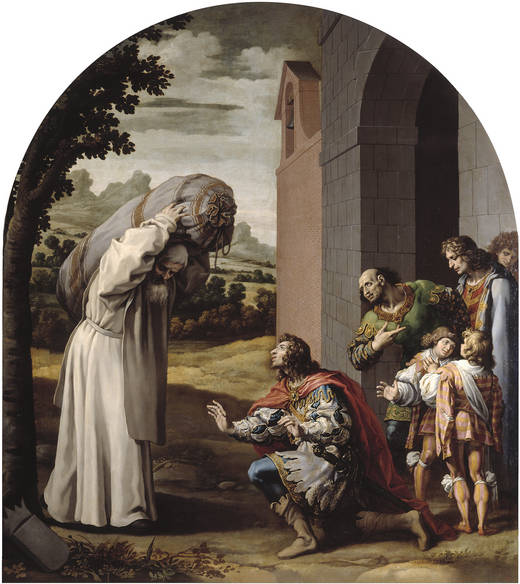
Die Demut des Guillaume II d’Aquitaine, 1626-32, Öl auf Leinwand, 337 × 297,5 cm, Prado, Madrid
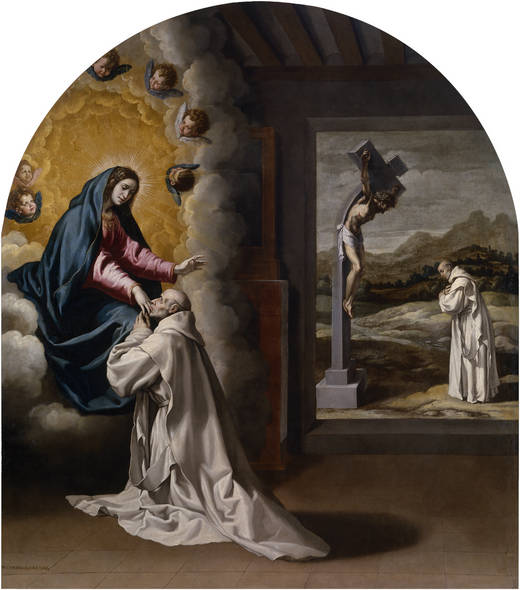
Die Madonna erscheint Jean Fort, 1626-32, Öl auf Leinwand, 336 × 297 cm, Prado, Madrid
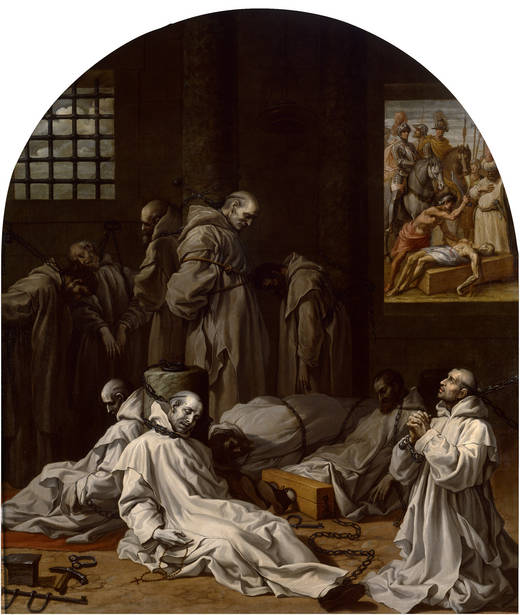
Gefangenschaft und Tod von zehn Kartäusern in London, 1632, Öl auf Leinwand, 337 × 297,5 cm, Prado, Madrid
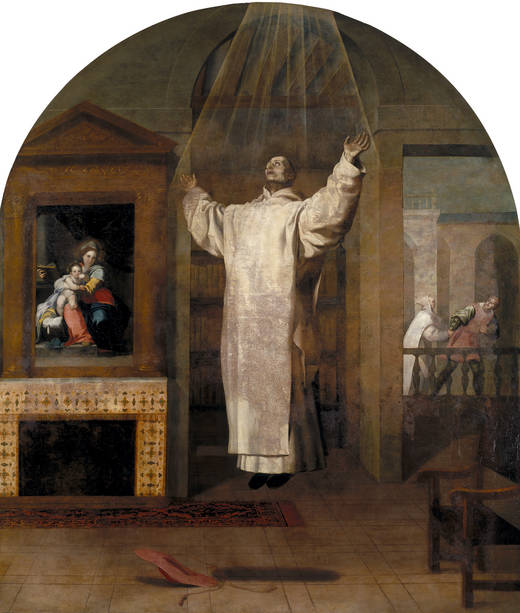
Extase des Jean Birelle, 1626-32, Öl auf Leinwand, 338 × 298,5 cm, Prado, Madrid
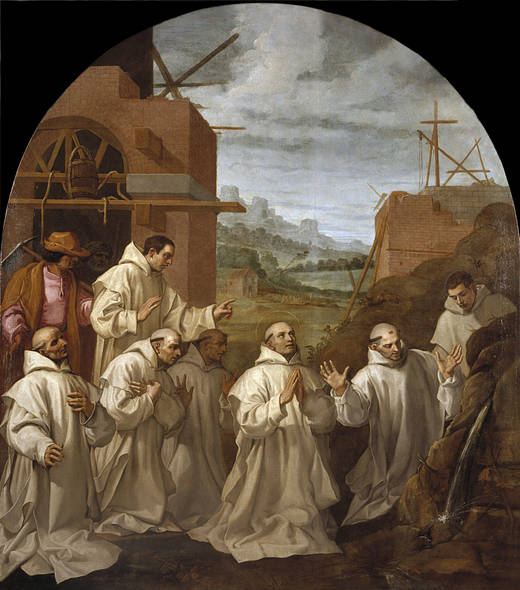
Das Wunder der Quelle, 1626-32, Öl auf Leinwand, 337,5 × 297 cm, Prado, Madrid

## Literatur

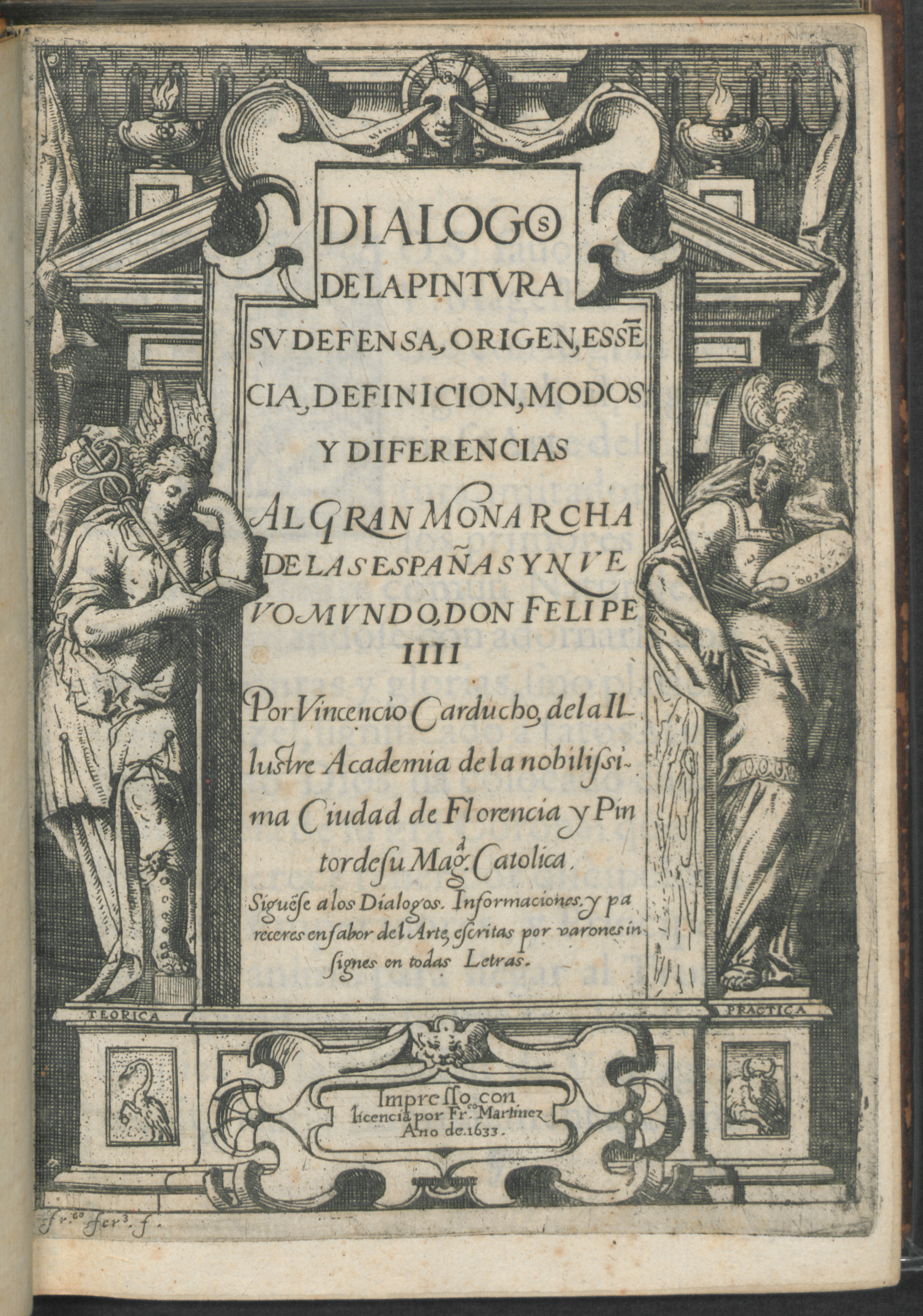
Frontispiz einer Originalausgabe von Carduchos Dialogos de la pintvra..., 1633 (Metropolitan Museum, New York)

### Primärliteratur
- Vicente Carducho: Dialogos de la pintura : su defensa, origen, essencia, definicion, modos y diferencias..., Francisco Martínez, Madrid, 1633 (im Internetarchiv; spanisch; Abruf am 23. November 2021)

### Sekundärliteratur
- Carducho, Vicente (eigtl. Vincenzo Carducci), Artikel in: Lexikon der Kunst, Bd. 3, Karl Müller Verlag, Erlangen 1994, S. 105
- Werner Beutler: Vicente Carducho, Der Große Kartäuserzyklus in El Paular, Reihe Analecta Cartusiana, herausgegeben von James Hogg, Institut für Anglistik und Amerikanistik der Universität Salzburg, 1997, ISBN 3705205919
- José López-Rey: Velázquez – sämtliche Werke, Wildenstein Institute/Benedikt Taschen Verlag, Köln, 1997
- Macarena Moralejo Ortega: Carducci, Vincenzo (Vicente Carducho), in: Dicionario Biografico espanol (DBe) der Real Academia de la Historia (spanisch; Abruf am 22. November 2021)
- Fiorella Sricchia Santoro: CARDUCCI, Bartolomeo. In: Alberto M. Ghisalberti (Hrsg.): Dizionario Biografico degli Italiani (DBI). Band 20: Carducci–Carusi. Istituto della Enciclopedia Italiana, Rom 1977.
- Fiorella Sricchia Santoro: CARDUCCI, Vincenzo. In: Alberto M. Ghisalberti (Hrsg.): Dizionario Biografico degli Italiani (DBI). Band 20: Carducci–Carusi. Istituto della Enciclopedia Italiana, Rom 1977.
- Carducho, Vicente. In: Ulrich Thieme (Hrsg.): Allgemeines Lexikon der Bildenden Künstler von der Antike bis zur Gegenwart. Begründet von Ulrich Thieme und Felix Becker. Band 5: Brewer–Carlingen. E. A. Seemann, Leipzig 1911, S. 590 (Textarchiv – Internet Archive).